# هربرت بودن
هربرت بودن (بالإنجليزية: Herbert Bowden)‏ هو لاعب كرة قدم أسترالية أسترالي، ولد في 31 مارس 1888 في Collingwood, Victoria ‏ في أستراليا، وتوفي في 3 يونيو 1978 في Heidelberg, Victoria ‏ في أستراليا.

## وصلات خارجية
- هربرت بودن على موقع AustralianFootball.com (الإنجليزية)
- هربرت بودن على موقع AFLtables.com (الإنجليزية)